# خص
خص نام چشمه آب گرمی است واقع در  بخش مرکزی شهرستان خمیر	 در شهرستان خمیر در استان هرمزگان ایران.
خص در ۳۰ کیلومتری شرق دهستان کوخرد در بخش کوخرد شهرستان بستک قرار دارد.
چشمه آبگرم خص را «آب باد» نیز می‌گویند.

## آبگرم
سرچشمه آبگرم از زیر «بر خص» از طرف شمال جاری است. مردم برای درمان بیماری‌های گوناگون به آنجا می‌روند و از آن
آب گرم بهره می‌گیرند.
هرساله صدها نفر برای درمان بیماری‌های پوستی و روماتیسم به این آبگرم رو می‌آورند. در اوایل تابستان و اواخر زمستان این محل مملو از افرادی است که برای استفاده از آبگرم  به این مکان آمده‌اند. تعدادی خانه‌های خیر از سوی نیکوکاران در اینجا ساخته شده‌است برای استفاده مسافران که از راه‌های دور می‌آیند.

## محوطه چشمه
دارای یک باب مسجد و یک باب آب‌انبار (به لهجه محلی: برکه) و چند کاروانسرا و چند خانه  باشد ولی خالی از سکنه‌است. در ۵۰۰ متری این چشمه از طرف جنوب آثار یک آسیاب قدیمی به چشم می‌خورد که در زمان قدیم به‌وسیله آن جو و گندم آسیاب می‌کردند.
این آسیاب (یا در لهجه محلی: آش) به‌وسیله آب چشمه  خص (آب باد) به کار می‌افتاده که حالا از کار افتاده‌است.
خص در سابق از توابع بستک بوده، اما حالا از توابع بخش خمیر است.

## محدوده خص
از طرف شمال کوه، از طرف جنوب آسیاب خص و روستای آش، از طرف مغرب کوه و از طرف مشرق کوه و سپس به نخلستان خص محدود می‌گردد.